# Saison 2010 des Blue Jays de Toronto
La Saison 2010 des Blue Jays de Toronto est la 34e saison en ligue majeure pour cette franchise. Avec 85 victoires pour 77 défaites, les Blue Jays terminent quatrièmes en Division est de la Ligue américaine.

## Intersaison

### Arrivées
- Le 29 octobre, le lanceur Sean Henn des Orioles de Baltimore rejoint les Blue Jays après avoir été mis en ballottage[1].
- Le 3 novembre, le joueur de deuxième base Jarrett Hoffpauir des Cardinals de Saint-Louis rejoint les Blue Jays après avoir été mis en ballottage[2].
- Le 9 novembre, l'arrêt-court Mike McCoy des Rockies du Colorado rejoint les Blue Jays après avoir été mis en ballottage[3].
- Le 26 novembre, l'arrêt-court Álex González des Red Sox de Boston signe chez les Blue Jays. Il était agent libre[4].
- Le lanceur Zach Jackson est échangé le 9 janvier 2010 en provenance des Indians de Cleveland contre un joueur à nommer ultérieurement[5].
- Le lanceur Kevin Gregg, ancien des Cubs de Chicago, signe un contrat d'un an et une année d'option avec les Jays le 5 février[6].

### Départs
- Les contrats de Kevin Millar, de Rod Barajas, de Marco Scutaro et de David Dellucci ne sont pas prolongés. Ils deviennent agents libres. Scutaro signe chez les Red Sox de Boston le 4 décembre 2009[7].
- Le 19 novembre, le lanceur Bryan Bullington et le joueur de champ extérieur Buck Coats rejoignent les Royals de Kansas City.
- Le 4 décembre, le joueur d'utilité Joe Inglett rejoint les Rangers du Texas. Il avait été mis en ballottage par les Blue Jays.
- Le 16 décembre, le lanceur Roy Halladay est échangé aux Phillies de Philadelphie contre les joueurs d'avenir Kyle Drabek, Travis d'Arnaud et Michael Taylor. Taylor est immédiatement transféré aux A's d'Oakland pour un autre joueur des ligues mineures, Brett Wallace[8].
- Le premier but Kevin Millar signe une entente des ligues mineures avec les Cubs de Chicago en février[9].

### Prolongations de contrats
- Le 25 novembre, l'arrêt-court John McDonald prolonge son contrat chez les Blue Jays de deux ans contre 3 millions de dollars[10].

### Grapefruit League
30 rencontres de préparation sont programmées du 3 mars au 3 avril à l'occasion de cet entraînement de printemps 2010 des Blue Jays.
Avec 12 victoires et 13 défaites, les Blue Jays terminent 9e de la Grapefruit League et enregistrent la 7e performance des clubs de la Ligue américaine.

## Saison régulière

### Classement
| Ligue américaine (Division Est) | V  | D  | %    | GB |
| ------------------------------- | -- | -- | ---- | -- |
| Rays de Tampa Bay               | 96 | 66 | .593 | -  |
| Yankees de New York             | 95 | 67 | .586 | 1  |
| Red Sox de Boston               | 89 | 73 | .549 | 7  |
| Blue Jays de Toronto            | 85 | 77 | .525 | 11 |
| Orioles de Baltimore            | 66 | 96 | .407 | 30 |

### Résultats
| Légende                | Légende               | Légende       |
| victoire des Blue Jays | défaite des Blue Jays | match reporté |
| ---------------------- | --------------------- | ------------- |

#### Avril
Le 29 avril, le receveur John Buck réussit trois coups de circuit lors du match gagné 3-6 face aux Athletics d'Oakland.

#### Juillet
- Le 14 juillet, les Blue Jays obtiennent des Braves d'Atlanta le lanceur Jo-Jo Reyes et l'arrêt-court Yunel Escobar en échange de l'arrêt-court Álex González  et de deux joueurs des ligues mineures (l'avant-champ Tyler Pastornicky et le lanceur Tim Collins)[14].

## Draft
Le lanceur droitier Deck McGuire est le premier choix des Blue Jays lors de la Draft MLB 2010.

## Affiliations en ligues mineures
| Niveau     | Equipe                    | Ligue                   | Manager            | Vic. | Déf. | Classement                    |
| ---------- | ------------------------- | ----------------------- | ------------------ | ---- | ---- | ----------------------------- |
| AAA        | Las Vegas 51s             | Pacific Coast League    | Dan Rohn           | 66   | 78   | 4e de la Division Pacific sud |
| AA         | New Hampshire Fisher Cats | Eastern League          | Luis Rivera        | 79   | 62   | Demi-finaliste                |
| Advanced A | Dunedin Blue Jays         | Florida State League    | Clayton McCullough | 72   | 67   | Demi-finaliste                |
| A          | Lansing Lugnuts           | Midwest League          | Sal Fasano         | 70   | 69   | 4e de la Division est         |
| A          | Auburn Doubledays         | New York - Penn League  | Dennis Holmberg    | 35   | 40   | 4e de la Division Pinckney    |
| Rookie     | GCL Blue Jays             | Gulf Coast League       | John Schneider     | 31   | 28   | 2e de la Division nord        |
| Rookie     | DSL Blue Jays             | Dominican Summer League | Miguel Bernard     | 23   | 42   | 4e de la Division San Pedro   |